# Жаба-повитуха звичайна
Жаба-повитуха звичайна, жаба-повитуха повивальна  (Alytes obstetricans) — вид земноводних з роду жаба-повитуха родини круглоязикові. Описано 2 підвиди.

## Опис
Загальна довжина досягає 4—5 см, вага 9—10 г. Спостерігається статевий диморфізм: самиці більші за самців. Голова середнього розміру. Очі витрішкуваті з вертикальними зіницями. Має товстий язик, що не викидається з ротової порожнини. Тулуб м'язистий. Самці позбавлені горлових резонаторів. Шкіра з дрібними бородавками, містить отруту. Залози-паротоїди слабко виражені. Задні кінцівки невеликі. Забарвлення спини сіру. Нижня сторона кінцівок, горло та черево оливкові, коричневі або жовтуваті з невеличкими темними цяточками.

## Спосіб життя
Полюбляє горбисту, гористу місцину. Віддає перевагу крейдяним ґрунтам, з'являється на старих каменоломнях. У деяких районах Франції живе у дюнах на морському узбережжі разом з очеретяною жабою. Зустрічається на висоті 1600—2400 м над рівнем моря. Вдень сидять в укриттях під каменями, стовбурами дерев або у власних норах чи норах гризунів. Вночі виходить на полювання. Вологими вечорами може полювати далеко від своїх укриттів. Живиться жуками, цвіркунами, клопами, гусінню, мухами, багатоніжками.
Коли жаба знаходиться у стані роздратування або якщо на неї нападає ворог, виділяється отруйна рідина із сильним запахом. Цей засіб самозахисту є настільки ефективним, що примушує будь-якого хижака припинити атаку. Завдяки цій особливості жаба-повитуха практично немає біологічних ворогів: її отрута відлякує не тільки наземних хижаків, але й риб. В організмі міститься стільки отрути, що вуж, який її з'їв, гине через декілька годин.
Тривалість життя до 5 років.

## Розмноження
Статева зрілість настає у 1--1,5 роки. Шлюбний період починається у березні. Вночі самці дзвінко співають, приваблюючи самиць. У період відкладання яєць вони люто б'ються за самиць. Самиці викидають шнури з ікрою (до 54 штук в кожному шнурі), яку самці запліднили.
Має таку особливість, що турботу про ікру бере на себе самець, який носить яйця на собі доти, доки з них не вилупляться пуголовки. Самці обмотують шнури навколо своїх задніх лапок. Вони носять на собі ікру декілька тижнів. Іноді самиця відкладає ікру декілька разів. Трапляється також, що самець запліднює ікру двох або трьох самиць і носить усі яйця на собі. В яйцях розвиваються ембріони, що харчуються запасами жовтка. Самець повинен підтримувати оболонки яєць у вологому стані. Незадовго до появи пуголовків самець входить у водоймище і занурює задню частину тіла у воду. У цей час пуголовки виходять з яєць. Пуголовки дихають зябрами. Розвиток пуголовків закінчується наприкінці липня — на початку жовтня, але іноді він може тривати також і декілька років. Тоді пуголовка зимує, стаючи жабою навесні.

## Поширення
Мешкає на півночі Португалії, півночі й сході Іспанії, у Франції, Бельгії, Люксембурзі, в деяких районах південних Нідерландів, західній Німеччині, північній Швейцарії. Звичайна жаба-повитуха двічі випадково ввозилася до Англії разом з вантажем рослин. Сьогодні вона мешкає у графствах Бедфордшир і Йоркшир.

## Підвиди
- Alytes obstetricans obstetricans
- Alytes obstetricans almogavarii